# Korbovo
Korbovo (Serbisches-kyrillisch: Корбово) ist ein Dorf, in der zum Okrug Bor gehörenden Opština Kladovo im Osten Serbiens.

## Geschichte
Korbovo ist eines der größten Dörfer der Region Ključ. Das Dorf befindet sich auf den Resten einer Siedlung aus der frühen Jungsteinzeit. Auch aus der frühen Eisenzeit und der Antike sind Besiedlungsspuren gefunden worden. Die Überreste einer antiken (vermutlich römischen) Stadt sind am Donauufer entdeckt worden.
Im 17. Jahrhundert und am Anfang des 18. Jahrhunderts, wütete die Cholera in den Regionen Ključ und Timočka Krajina, wobei Korbovo am schwersten betroffen war und es viele Tote im Dorf gab.
Bei einer Pestepidemie zogen viele Einwohner weg und gründeten ein neues Dorf auf der gegenüberliegenden Seite der Donau, namens Ostrova Korbova, die Einwohner kehrten später zurück. Noch heute besteht das Dorf Ostrovu Corbului und gehört politisch zu Rumänien. Das heutige Korbovo wurde Anfang des 18. Jahrhunderts erneuert, von Neusiedlern aus der Walachei und den Nachbardörfern. 1723 bestand das Dorf aus 96 Häusern und hieß Korbov.

## Geographie und Bevölkerung
Das Dorf liegt in der Opština Kladovo, im Okrug Bor, in der Region Ključ in der Timočka Krajina im Osten des Landes. Der Ort liegt 49 m über dem Meeresspiegel.

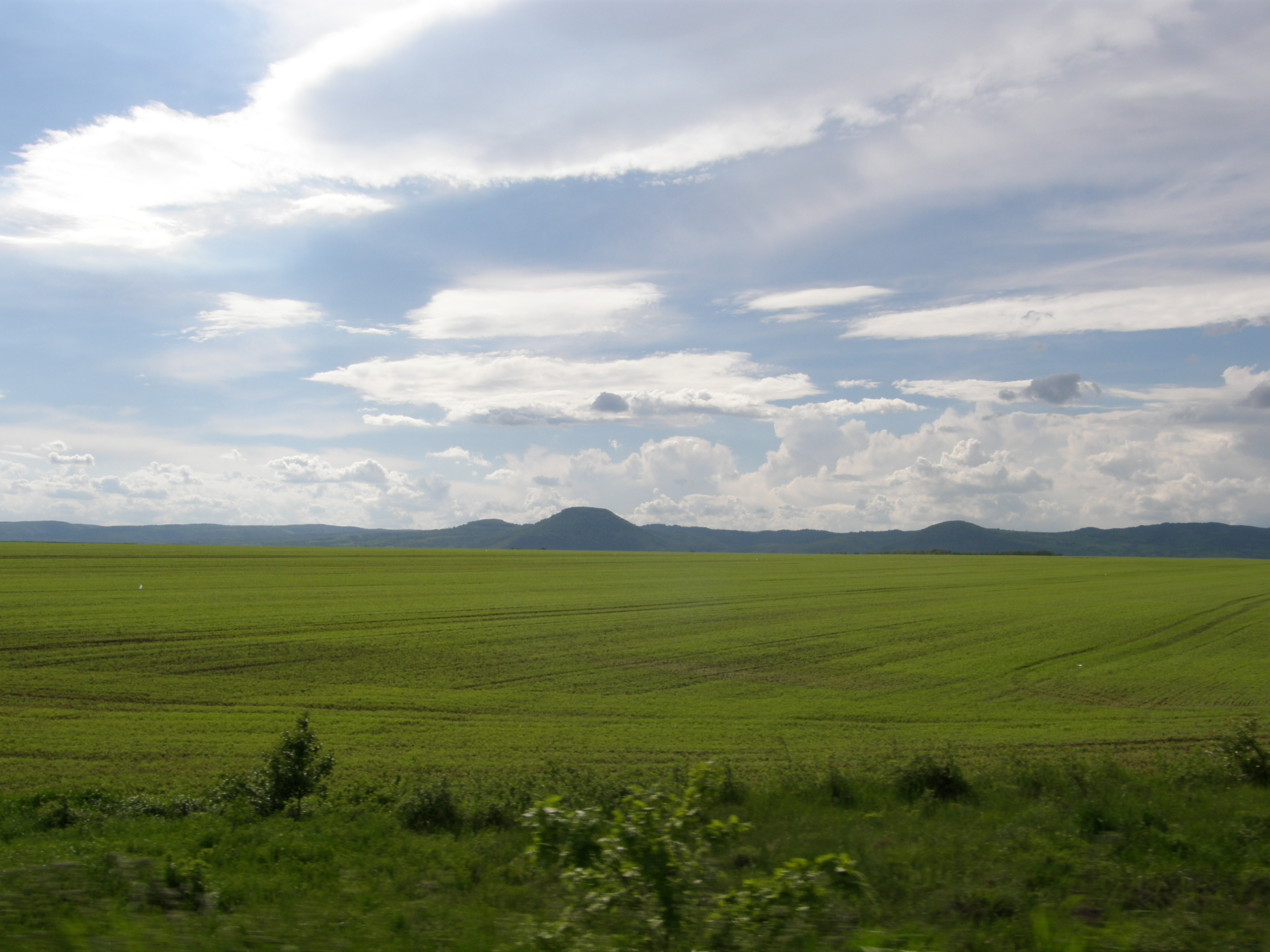
Ein Feld auf dem Weg von Korbovo nach Kladovo

Das Dorf liegt an den Ufern der Donau, die hier die Grenze Serbiens zum östlichen Nachbarland Rumänien darstellt. Korbovo liegt südöstlich der Gemeindehauptstadt Kladovo.
Die Bevölkerung des Dorfes bekennt sich zur Serbisch-orthodoxen Kirchen und ist hauptsächlich serbischer Volkszugehörigkeit. Es lebt jedoch auch eine kleine rumänische Minderheit im Ort. Korbovo erlebt einen seit Jahrzehnten andauernden Bevölkerungsrückgang, während bei der Volkszählung 2011 nur noch 735 Menschen im Ort lebten, waren es 1948 noch 1.892 Menschen. Das Dorf besteht aus 378 Haushalten.

### Demographie
| Jahr | Einwohnerzahl |
| ---- | ------------- |
| 1948 | 1892          |
| 1953 | 2076          |
| 1961 | 2055          |
| 1971 | 1930          |
| 1981 | 1755          |
| 1991 | 1481          |
| 2002 | 1067          |
| 2011 | 0735          |

## Religion
In Korbovo stehen zwei Serbisch-orthodoxe Kirchen. Die Kirche  Hl. ehrwürdige Mutter Petka Paraskeva, eines unbekannten Baudatums. Und die neuere Kirche Hl. Aposteln Peter und Paul, erbaut von 1932 bis 1937. Die Kirchen gehören zum Dekanat Ključ der Eparchie Timok der Serbisch-orthodoxen Kirche.

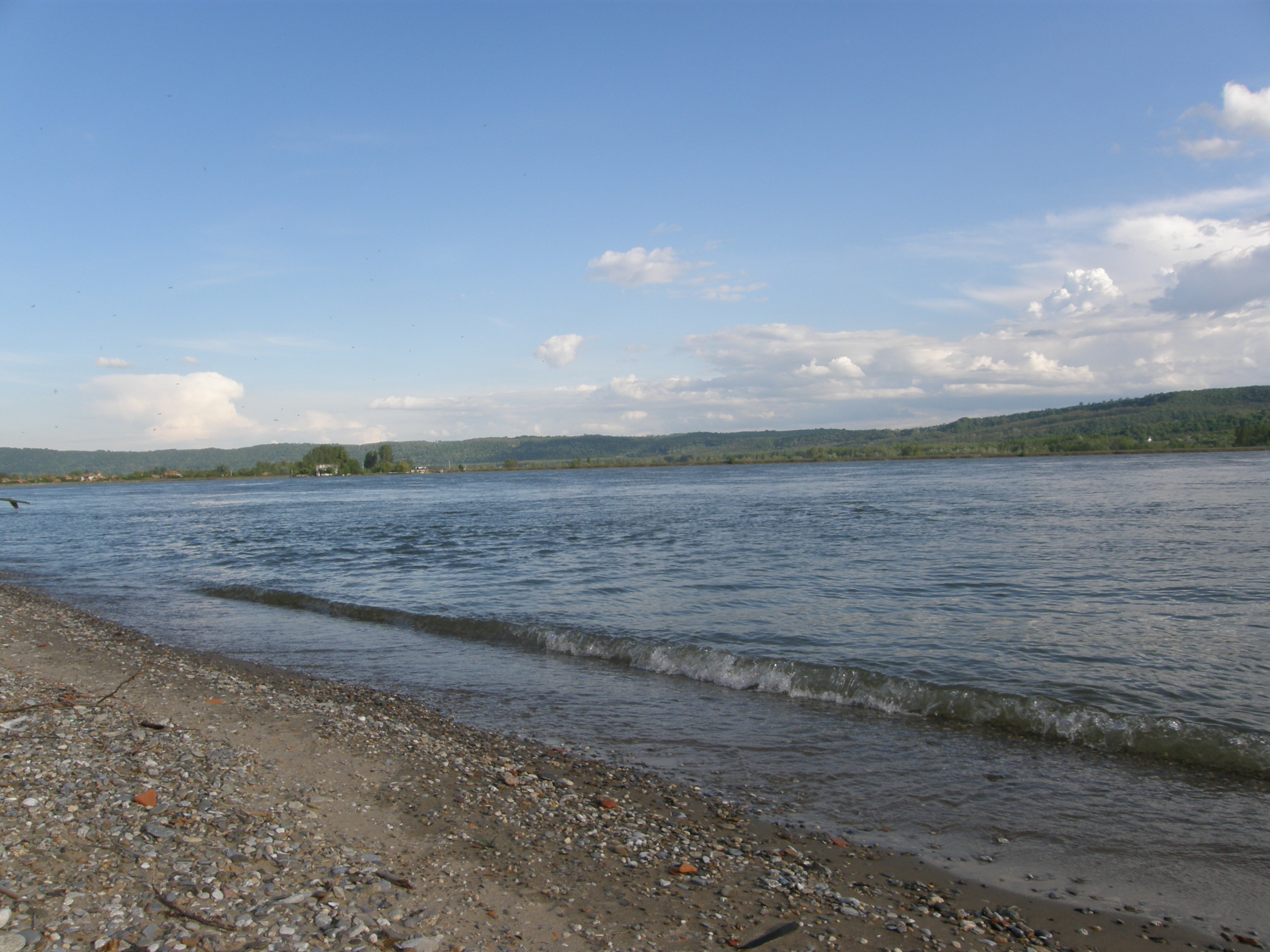
Donauufer bei Korbovo

## Infrastruktur
Korbovo verfügt über eine Postfiliale.

## Persönlichkeiten
- Veljko Ramadanović (1874–1943), serbischer Pädagoge und Sozialarbeiter